# Пам'ятник Йосипу Кобзону

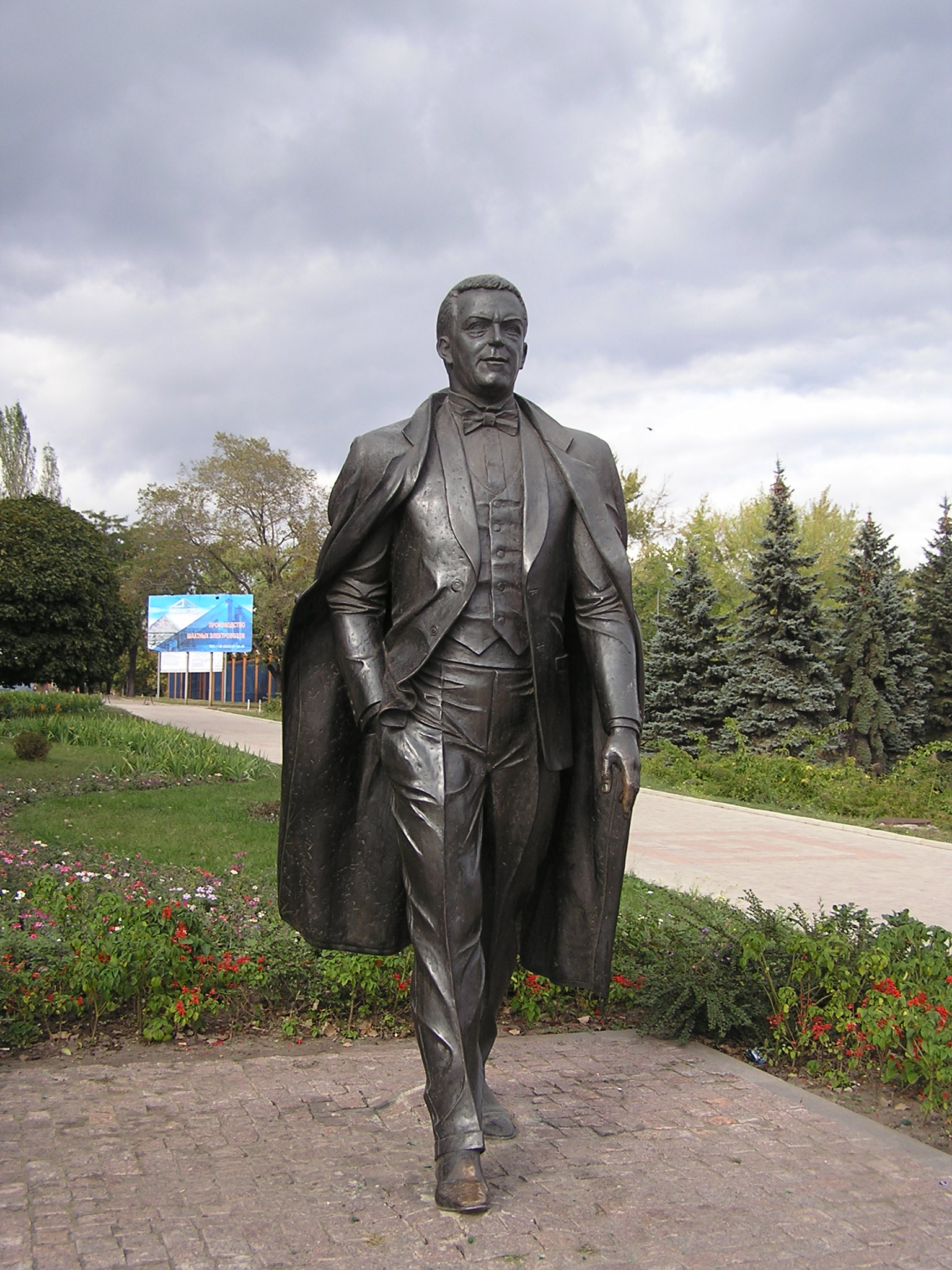

Пам'ятник Йосипу Кобзону — встановлено 30 серпня 2003 року в Донецьку перед Палацом молоді «Юність» на вулиці Челюскінців. Відкриття пам'ятника приурочене до дня міста та до 66-річчя народного артиста СРСР Йосипа Кобзона, який народився в Донецькій області, і пройшло за його особистої присутності.
9 грудня 2019 року на «алеї героїв» встановили погруддя Кобзону, поруч з погруддям російському терористові Олександру Захарченкові.

## Історія
Ідея створення пам'ятника належить Московському земляцтву донбасівців. Автор пам'ятника — московський скульптор Олександр Рукавишніков. За повідомленнями преси, Кобзон спочатку був проти встановлення йому пам'ятника, але після умовляння Московського земляцтва донбасівців і голови Донецької обласної державної адміністрації Віктора Януковича погодився. Діяльність Йосипа Кобзона тісно пов'язана з донецькою елітою. Так, попри те що він є громадянином Росії та депутатом Державної думи, співак проводив агітацію та концертний тур на користь кандидата в Президенти України Віктора Януковича на президентських виборах 2004 року.
24 березня 2014 року невідомі облили пам'ятник коричневою фарбою.

## Опис
Пам'ятник двометровий, розміщений на цементній основі, відлитий з бронзи. Лиття виконане в Смоленську. Співак зображений крокуючим вздовж вулиці Челюскінців у напрямку з півночі на південь у накинутому на плечі пальті.
Традиція відкриття прижиттєвих пам'ятників існувала у Радянському Союзі, за якою встановлювався бюст на батьківщині двічі Героя Радянського Союзу. Найвідоміший серед них — пам'ятник Леоніду Іллічу Брежнєву у Дніпродзержинську. Багато прижиттєвих пам'ятників було у Йосипа Сталіна. Крім пам'ятника Кобзону, в Донецьку встановлено пам'ятник знаменитому легкоатлетові Сергію Бубці, а також одну з вулиць міста названо ім'ям Народного депутата України Юхима Звягільського.